# Atletica leggera femminile ai Giochi della XXI Olimpiade
Ai Giochi della XXI Olimpiade di Montréal 1976 sono stati assegnati 14 titoli nell'atletica leggera femminile.

## Calendario
| Gare        |             |                          |                          |   |            |            |                   |                   |    |    |  |
|             | 100 m       | 100 m                    | 200 m                    |   | 200 m      |            | Staffetta 4x100 m | Staffetta 4x100 m | 14 |    |  |
|             |             | 400 m                    | 400 m                    |   |            | 400 m      | Staffetta 4x400 m | Staffetta 4x400 m | 14 |    |  |
| 800 m       | 800 m       |                          | 800 m                    |   | 1500 m     | 1500 m     | 1500 m            |                   | 14 |    |  |
|             |             | Pentathlon (1ª giornata) | Pentathlon (2ª giornata) |   | 100 m ost. | 100 m ost. |                   |                   | 14 |    |  |
| Lungo       |             |                          | Alto                     |   | Alto       |            |                   |                   | 14 |    |  |
| Giavellotto | Giavellotto |                          |                          |   | Disco      | Disco      |                   | Peso              | 14 |    |  |
|             |             |                          |                          |   |            |            |                   |                   |    |    |  |
| Titoli      | 1           | 1                        | 1                        | 2 | -          | 2          | 3                 | 1                 | 3  | 14 |  |

|  | Qualificazioni |  | Finali |

Viene confermato l'inserimento di un giorno di riposo a metà del programma.

Ne risentono, come a Monaco 1972, i 200 metri, l'Alto e, soprattutto, i 400 metri. Tra le semifinali e la finale passano addirittura tre giorni. 

Fortunatamente, i 1500 metri e i 100 m ostacoli non vengono spezzati. Si disputano in giornate consecutive dopo la pausa.

Il Peso torna ad essere disputato in un'unica giornata.

## Nuovi record
I tre record mondiali sono, per definizione, anche record olimpici.
| Nuovo record mondiale in       | 3 specialità: | 400m, 800m e 4x400m                            |
| Nuovo record olimpico in altre | 6 specialità: | 200m, 4x100m, Alto, Peso, Disco e Giavellotto. |

## Risultati delle gare
| Specialità | Oro                                                                        | Risultato | Argento                                                                       | Risultato | Bronzo                                                                                     | Risultato | Dettagli            |
| --- | -------------------------------------------------------------------------- | --------- | ----------------------------------------------------------------------------- | --------- | ------------------------------------------------------------------------------------------ | --------- | ------------------- |
| 100 m | Annegret Richter                                                           | 11"08     | Renate Stecher                                                                | 11"13     | Inge Helten                                                                                | 11"24     | Classifica completa |
| 200 m | Bärbel Eckert                                                              | 22"37     | Annegret Richter                                                              | 22"39     | Renate Stecher                                                                             | 22"47     | Classifica completa |
| 400 m | Irena Szewińska                                                            | 49"29     | Christina Brehmer                                                             | 50"51     | Ellen Streidt                                                                              | 50"55     | Classifica completa |
| 800 m | Tat'jana Kazankina                                                         | 1'54"94   | Nikolina Shtereva                                                             | 1'55"42   | Elfi Zinn                                                                                  | 1'55"60   | Classifica completa |
| 1.500 m | Tat'jana Kazankina                                                         | 4'05"48   | Gunhild Hoffmeister                                                           | 4'06"02   | Ulrike Klapezynski                                                                         | 4'06"09   | Classifica completa |
| 100 m ostacoli | Johanna Schaller                                                           | 12"77     | Tat'jana Anisimova                                                            | 12"78     | Natal'ja Lebedeva                                                                          | 12"80     | Classifica completa |
| Salto in alto | Rosemarie Ackermann                                                        | 1,93 m    | Sara Simeoni                                                                  | 1,91 m    | Jordanka Blagojeva                                                                         | 1,91 m    | Classifica completa |
| Salto in lungo | Angela Voigt                                                               | 6,72 m    | Kathy McMillan                                                                | 6,66 m    | Lidija Alfeeva                                                                             | 6,60 m    | Classifica completa |
| Getto del peso | Ivanka Hristova                                                            | 21,16 m   | Nadežda Čižova                                                                | 20,96 m   | Helena Fibingerová                                                                         | 20,67 m   | Classifica completa |
| Lancio del disco | Evelin Schlaak                                                             | 69,00 m   | Maria Vergova                                                                 | 67,30 m   | Gabriele Hinzmann                                                                          | 66,84 m   | Classifica completa |
| Lancio del giavellotto | Ruth Fuchs                                                                 | 65,95 m   | Marion Becker                                                                 | 64,70 m   | Kate Schmidt                                                                               | 63,96 m   | Classifica completa |
| Pentathlon | Siegrun Siegl                                                              | 4.745 p.  | Christine Laser                                                               | 4.745 p.  | Burglinde Pollak                                                                           | 4.740 p.  | Classifica completa |
| Staffetta 4×100 m | Germania Est Marlies Oelsner Renate Stecher Carla Bodendorf Bärbel Eckert  | 42"55     | Germania Ovest Elvira Possekel Inge Helten Annegret Richter Annegret Kroniger | 42"59     | Unione Sovietica Tat'jana Proročenko Ljudmila Šarkova Nadežda Besfamil'naja Vera Anisimova | 43"09     | Classifica completa |
| Staffetta 4×400 m | Germania Est Doris Maletzki Brigitte Rohde Ellen Streidt Christina Brehmer | 3'19"23   | Stati Uniti Debra Sapenter Sheila Ingram Pamela Jiles Rosalyn Bryant          | 3'22"81   | Unione Sovietica Inta Kļimoviča Ludmila Aksyonova Natal'ja Sokolova Nadezhda Iljina        | 3'24"24   | Classifica completa |
| record mondiale; record olimpico; record mondiale stagionale; record africano; record asiatico; record europeo; record nord-centroamericano e caraibico; record sudamericano; record oceaniano; record nazionale; record personale; record personale stagionale. |                                                                            |           |                                                                               |           |                                                                                            |           |                     |

Statistiche
Delle undici vincitrici di gare individuali a Monaco (Renate Stecher trionfò su 100 e 200 metri), quattro hanno abbandonato l'attività agonistica. Le rimanenti sette si presentano a Montréal per difendere il titolo. Solo Ruth Fuchs (Lancio del giavellotto) riesce a confermarsi campionessa.
Sono quattro le primatiste mondiali che vincono la loro gara a Roma, nelle seguenti specialità: 200 metri, 1500 metri, Salto in alto e Lancio del giavellotto.
Tre atlete, Annelie Ehrhardt (100 ostacoli), Faïna Mel'nyk (Lancio del disco) e Ruth Fuchs (Giavellotto) sono le uniche che si presentano nella veste di campione in carica e di primatista mondiale. Solo la Fuchs vince per la seconda volta il titolo.